# Georges-Auguste Matile
Georges-Auguste Matile, né le 30 mai 1807 à La Chaux-de-Fonds et mort le 6 février 1881 à Washington, est un juriste suisse, professeur de droit à la première académie de Neuchâtel. Il a également exercé les fonctions de traducteur du roi, de député au corps législatif et de membre de tribunal des Trois-États.
Il est surtout connu pour avoir publié de nombreux documents relatifs à la coutume de Neuchâtel et des études sur l'histoire du droit et des institutions du comté . Il a également édité une version française du Miroir de Souabe (1843).
Une rue porte son nom sur les hauts de Neuchâtel, près du Jardin Botanique.

## Biographie

### Enfance et formation
Georges-Auguste Matile est le fils de Joël Matile, un ingénieur-géomètre qui traça la route de la Vue-des-Alpes mais qui fut surtout archiviste de la principauté de Neuchâtel puis conseiller d'État. Georges-Auguste Matile est donc dès son plus jeune âge initié au fonctionnement des institutions politiques. 
Il effectue son parcours scolaire à Neuchâtel puis fréquente le collège de Berne. Il part ensuite étudier le droit à Berlin et Heidelberg, où il sera élève de Friedrich Carl von Savigny et d'Anton Friedrich Justus Thibaut et où il obtiendra un doctorat en 1829.

### Fonction publique
Après avoir soutenu sa thèse de doctorat, Matile retourne à Neuchâtel où il entre dans la fonction publique, comme interprète du roi de 1832 à 1848, comme avocat de 1832 à 1837 et comme membre du tribunal des Trois-États de 1839 à 1848. En 1837, il devient également châtelain du Landeron, puis professeur à l'Académie de Neuchâtel en 1839 où il enseigne le droit de 1840 à 1848. 

### Influences juridiques et travaux de recherche
Georges-Auguste Matile se rattache à l'école historique du droit. Selon lui, il est nécessaire de connaitre l'histoire des institutions pour mieux en comprendre le fonctionnement. Dans cette optique, il rédige un ouvrage très précieux qui compile l'ensemble des points de coutume de la ville de Neuchâtel, citant Savigny en introduction. Il rédigera ensuite d'autres livres, traitant notamment du droit écrit puis des institutions judiciaires et politiques neuchâteloises. Il est l'auteur d'une traduction en français du Miroir de Souabe, ouvrage vraisemblablement écrit à Augsbourg vers 1275-1276. 
Il décrit Neuchâtel comme un pays de coutume et non de droit romain : "en jugeant, l’on ne suit point chez nous le droit romain ou écrit, mais la coutume ancienne et particulière à notre pays écrite et non écrite, qui a été pratiquée et usitée dans cette souveraineté, laquelle les magistrats et juges sont obligés". Au  fil de ses travaux, il constate toutefois une évolution, surtout en matière procédurale pour laquelle il constate que l'influence du droit romain et canonique se fait sentir devant les tribunaux dès 1550 et l'introduction d'un tribunal matrimonial dans lequel siègent les membres du clergé dès 1567. En fier défenseur du droit germanique, il critique vivement ce mouvement, estimant que : " […] le droit romain et canonique, par les exceptions dilatoires et péremptoires qu’il connaissait, par les formalités sans nombre et par l’usage des moyens de preuves, allongea tellement la marche des procès, qu’il devint rare de les voir se terminer promptement". Il constate que cette influence romano-canonique se poursuit au XVIIIe siècle et au début du XIXe siècle en expliquant notamment que les tribunaux neuchâtelois s'inspirent largement du Manuel de Samuel Monvert qui consacre des principes de procédure inspirés du droit canon. En parlant de son époque, Matile se réfère aux cours de l'avocat, conseiller d'État à Neuchâtel et chancelier, François-Auguste Favarger, qui dispensait un cours de procédure civile dont le contenu était lui aussi influencé par le droit romano canonique.

### Enseignement
Ce que l'on sait des cours que dispensait Georges-Auguste Matile ressort essentiellement de notes de cours prises par des étudiants et qui ont été conservées à la Faculté de droit de l'Université de Neuchâtel et à la bibliothèque publique de la Ville. Il en ressort que les cours qu'il donnait s'axaient principalement autour de la coutume puisqu'il la considérait comme nécessaire à la compréhension des institutions et par conséquent à la formation des étudiants destinés au barreau et aux affaires publiques.
Afin d'être au plus proche de ce qu'il enseigne, ses manuels se réfèrent toujours aux documents authentiques qu'il demande à consulter et sont accompagnés d'annexes venant renforcer ses explications sur de nombreux sujets. Elles peuvent par exemple consister en notes sur le prince et sur le gouverneur ou encore sur le Conseil d'État ou en serments prêtés par certains officiers d'États. ses travaux de recherche étaient très poussés puisqu'il détaillait l'origine de chaque institution qu'il traitait et qu'il les comparait avec leurs équivalent en droit commun et en droit romain.
En matière de procédure civile neuchâteloise notamment, il ne fait nul doute que ses enseignements, riches et détaillés ainsi que sa fonction au sein du tribunal souverain ont influencé la conception de la branche au XIXe siècle.

#### Liste des cours dispensés par Georges-Auguste Matile par année académique[8]
1840-1841
- Droit privé neuchâtelois (3h)
- Institutions politiques de la Principauté (2h, de décembre à mars)

1841-1842
- Droit privé neuchâtelois (3h)
- Procédure civile neuchâteloise (2h)

1842-1843
- Droit privé neuchâtelois (3h)
- Encyclopédie du droit (2h)

1843-1844
- Encyclopédie du droit
- Institutions politiques neuchâteloises
- Procédure civile neuchâteloise

1844-1845
- Droit privé neuchâtelois (3h)
- Institutions politiques neuchâteloise (2h)
- Procédure criminelle (1h)

1845-1846 
- Encyclopédie du droit (2h)
- Droit de la famille (1h)
- Procédure civile neuchâteloise (3h)

1846-1847
- Droit privé neuchâtelois (3h)
- Institutions politiques neuchâteloises (2h)

1847-1848
- Encyclopédie du droit ou procédure civile neuchâteloise (2h)
- Droit privé neuchâtelois (3h)
- Droit provincial de Souabe, comparé au droit coutumier neuchâtelois

#### New-York
À la suite de la révolution neuchâteloise de 1848 et de la suppression de la première Académie de Neuchâtel la même année, il décide d'émigrer aux États-Unis en avril 1849. Il y travaillera en premier lieu comme paysan à Newark Valley (New York) puis comme directeur de l'académie libre d'Elmira (New York). Il donnera également des cours à Princeton et à Philadelphie, où il sera admis au barreau.

## Publications
- Déclarations ou points de coutume rendus par le Petit-Conseil de la ville de Neuchâtel, Neuchâtel 1836
- Travaux législatifs des Plaits de Mai, Etats et Audiences, Neuchâtel 1837
- Histoire des institutions judiciaires et législatives de la Principauté de Neuchâtel et Valangin, Neuchâtel 1838
- De l'autorité du droit romain, de la coutume de Bourgogne et de la Caroline, dans la Principauté de Neuchâtel, Neuchâtel 1838
- Le miroir de Souabe, d'après le manuscrit français de la Bibliothèque de la Ville de Berne 1843, Neuchâtel 1843
- Monuments de l'histoire de Neuchâtel, 3 vol., Neuchâtel 1844-1849
- Histoire de la Seigneurie de Valangin jusqu'à sa réunion à la Directe en 1592, Neuchâtel 1852